# Storia dell'università in Francia
La storia delle università in Francia ebbe inizio nel Medioevo e rispecchiò le alterne vicende della storia della Francia e delle sue istituzioni.
La prima università fu fondata a Parigi nel 1150, seguita da Tolosa (1229) e Montpellier (1289). Le donne erano escluse, come nella maggior parte dei sistemi di istruzione superiore di tutto il mondo, ad eccezione dell'Italia, dove alcune donne furono ammesse come studentesse o addirittura come docenti. Altre università apparvero secolo dopo secolo. Il loro status giuridico era quello di corporazioni autonome, governate da regole proprie e riunite sotto l'autorità del Papa.
Durante la Rivoluzione francese, nel 1793 la Convenzione nazionale abolì le 22 università francesi. Le facoltà riapparvero nel 1808, ma l'insegnamento era fortemente regolamentato dallo Stato e rivolto essenzialmente al mondo professionale. La Restaurazione non cambiò questo orientamento. La Terza Repubblica stabilì il principio della libertà di insegnamento superiore (legge del 1875 che permetteva la creazione di istituti cattolici) e poi riorganizzò le università nel 1896. L'ultimo grande cambiamento avvenne nel maggio 1968, quando le facoltà furono abolite e sostituite da unità di formazione e ricerca, create dalla legge Faure, che erano amministrate da consigli elettivi.
Dal 2002, le università iniziarono ad operare per l'armonizzazione a livello europeo, per le fusioni e per una maggiore autonomia.

## Dal Medioevo alla Rivoluzione

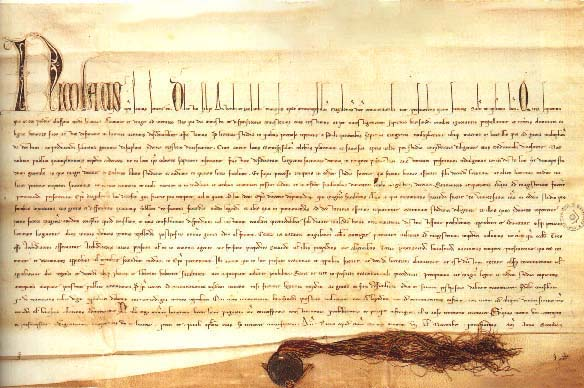
La bolla Quia sapientia (1289).

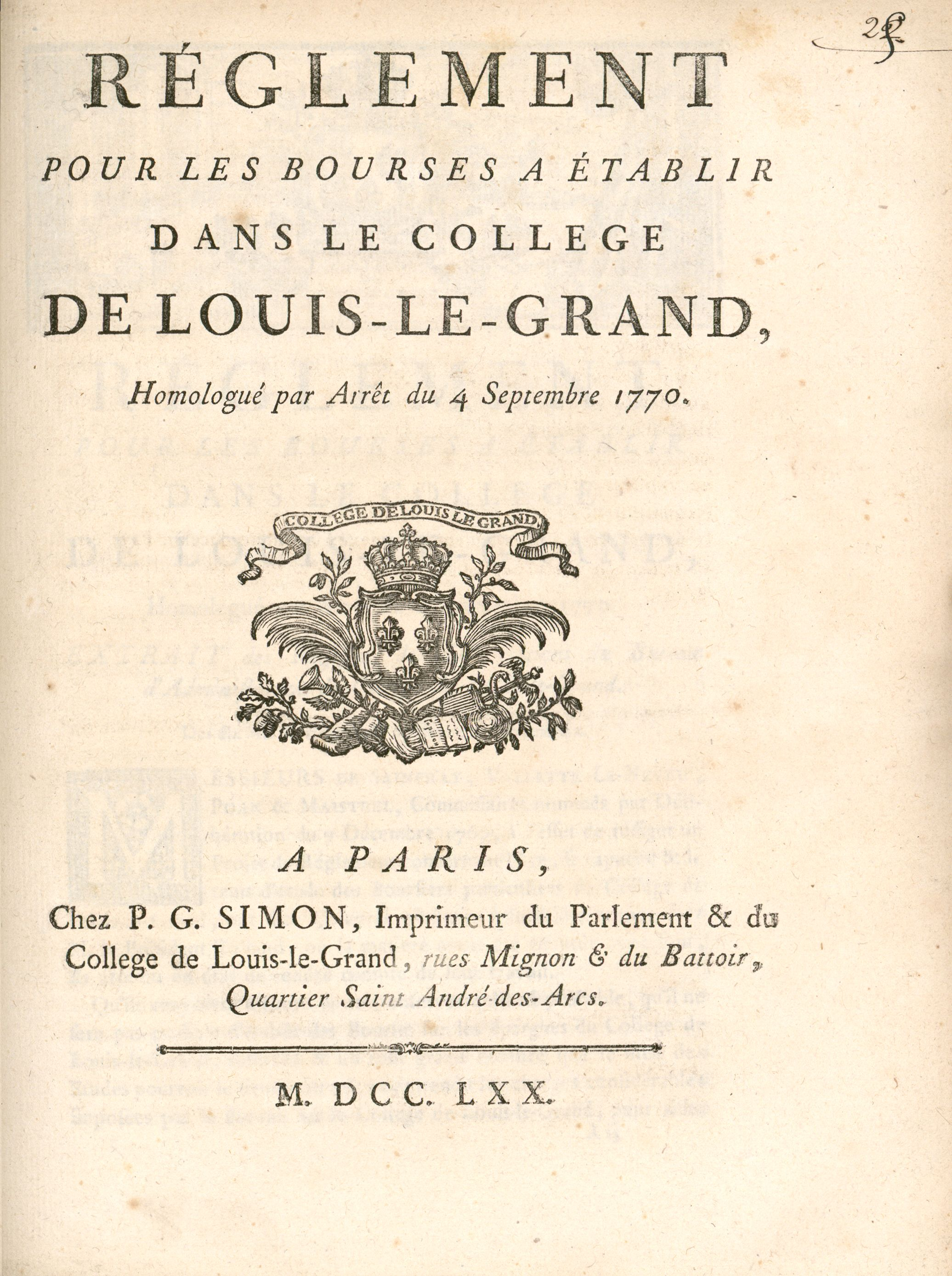
Collège Louis-le-Grand, Regolamento per le borse di studio da istituire nel Collegio di Louis-le-Grand, approvato con decisione del 4 settembre 1770, Bibliothèque de la Sorbonne.

All'inizio del XII secolo le scuole di Parigi, dove insegnavano Guglielmo di Champeaux e Abelardo, acquisirono una reputazione tale da attirare un gran numero di studenti. A quel tempo, oltre alla scuola della Cattedrale di Notre-Dame, posta sotto l'immediata autorità del vescovo e nella quale si insegnava esclusivamente teologia, esistevano scuole sul Monte di Santa Genoveffa, che sembrano essere state indipendenti da qualsiasi autorità ecclesiastica o civile. Vi si insegnavano le arti del Trivio e del Quadrivio e soprattutto la dialettica. L'Università di Parigi si formò dall'unione delle scuole di logica che avevano sede sul Monte con la scuola di teologia del chiostro di Notre-Dame. All'inizio del XIII secolo, i maestri e gli studenti di Parigi si organizzarono sotto questo nome in una corporazione, riconosciuta da due bolle di Innocenzo III e che nel 1255 ricevette da Innocenzo IV il privilegio di avere un proprio sigillo. Questa corporazione comprendeva quattro facoltà: teologia, diritto canonico, medicina e arti; la facoltà di arti, le cui scuole si trovavano per lo più in rue du Fouarre, era a sua volta divisa in quattro "nazioni": francese, normanna, piccarda e inglese. I titoli universitari furono istituiti già nel XIII 
secolo: 
- la determinance o baccalauréat;
- la licence, allora conferita dal cancelliere di Notre-Dame o Sainte-Geneviève;
- la maitrise o doctorat, che coincideva con l'ammissione del licenziatario nella corporazione dei maestri.

A partire dal XIII secolo, gli studenti vivevano insieme in case chiamate collegi. Una delle prime case fu fondata da Robert de Sorbon per gli studenti poveri della Facoltà di Teologia e divenne presto nota come Sorbona.
All'Università di Montpellier, l'insegnamento della medicina fu organizzato per la prima volta sotto forma di universitas medicorum, con i primi statuti in vigore già nel 1220, a cui si aggiunsero, qualche decennio dopo, le scuole di diritto e di arti liberali per formare uno studium generale, formalizzato dalla bolla Quia Sapientia di papa Niccolò IV nel 1289.
L'Università ammetteva come studenti solo uomini non sposati. Le donne praticavano comunque la medicina, fino al processo di Jacoba Félicie nel 1322, e nonostante un decreto del 1270 avesse proibito la pratica della medicina a chi non avesse frequentato l'università. Di conseguenza, a partire dal XIV secolo, alle donne fu vietato di praticare la medicina e la chirurgia, anche se fin dall'antichità eccellevano in questo campo ed erano responsabili della cura dei malati; la facoltà di Parigi aveva il monopolio della medicina, ad eccezione dell'ostetricia. Ciò significava anche che le donne erano meno assistite degli uomini.
Dal XIII al XV secolo furono creati cinquanta collegi nell'Università di Parigi: i principali furono, oltre alla Sorbona, i collegi di Navarra, del Cardinale Lemoine, di Harcourt, di Plessis, dei Lombardi, degli Scozzesi, ecc. Oltre ai collegi, nel corso del XV secolo furono creati dei collegi chiamati pédagogies per gli studenti della Facoltà di Lettere e Filosofia, più giovani di quelli delle altre facoltà. Oltre ai collegi, nel XV secolo, ne vennero istituiti altri per gli studenti della Arti, chiamati pédagogies, più giovani di quelli delle altre facoltà, che gradualmente sostituirono le vecchie scuole di rue du Fouarre.
I re protessero l'Università di Parigi: Filippo Augusto (1210) concesse ai suoi studenti il privilegio di essere giudicati dal tribunale diocesano per le accuse penali; Filippo il Bello si affidò ad essa nella sua lotta contro il papato; Carlo V le conferì il titolo di figlia maggiore dei re di Francia. 
(Buisson 1911, voce Universités, paragrafo I. Les universités de l'ancien régime, in Ferdinand Buisson (dir.), Nouveau dictionnaire de pédagogie et d’instruction primaire, Paris, Librairie Hachette et Cie, 1911 (versione online))

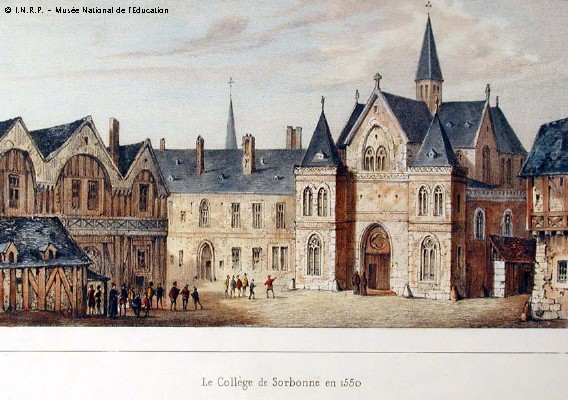
Il Collegio della Sorbona nel 1550.

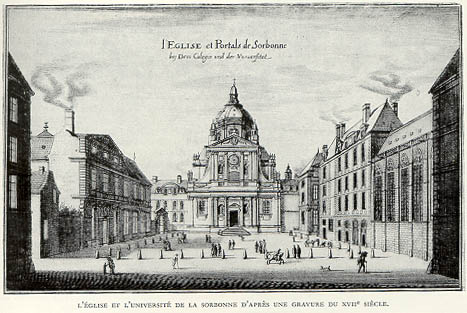
Il Collegio della Sorbona nel XVII secolo dopo la sua ricostruzione da parte di Richelieu.

Le altre università fondate nelle province francesi furono:
- nel XIII secolo: Tolosa (1229), Montpellier (1289)
- nel XIV secolo: Avignone (1303), Orléans (1306), Cahors (1331), Grenoble (1339), Angers (1364), Orange (1365):
- nel XV secolo: Aix (1409), Franche-Comté (a Dole nel 1423; trasferita a Besançon nel 1479, a Poligny nel 1482, di nuovo a Dole nel 1484 e definitivamente a Besançon nel 1691)[5], Potiers (1431), Caen (1432), Bordeaux (1441), Valence (1452), Nantes (1460), Bourges (1463);
- nel XVI secolo: Reims (1548), Pau (1549), Douai (1559), Pont-à-Mousson (1572; trasferito a Nancy nel 1769), Strasburgo (1538).

Le principali università fondate al di fuori della Francia in questo periodo furono: Bologna (1088) e Padova (1222); poi Napoli (1224), Oxford (inizio XII secolo) e Cambridge (1257); Salamanca (1239); Coimbra (1279); Praga (1348); Cracovia (1400); Upsala (1476); Heidelberg (1386), Lipsia (1409), Lovanio (1425), Tubinga (1477) e Wittenberg (1502).
Durante il regno di Carlo VII, i vecchi statuti dell'Università di Parigi furono riformati; fu il cardinale d'Estouteville, legato papale, a promulgare il nuovo regolamento (1452). Tuttavia, l'università continuò a insegnare solo l'antica Scolastica e quando Francesco I di Francia volle fornire nella sua capitale un'istruzione ispirata alle idee del Rinascimento, dovette creare una nuova istituzione, il Collège Royal (odierno Collège de France). L'università non vedeva di buon occhio questa creazione, ma, non potendo impedirla, trovò nella concorrenza un'opportunità per migliorare in qualche modo la qualità della propria impostazione didattica. Ben presto fu minacciata dalla fondazione della Compagnia di Gesù. I gesuiti aprirono il Collège de Clermont a Parigi (1563) e chiesero che la loro casa fosse incorporata nell'università; quest'ultima rifiutò energicamente di ammettere i nuovi arrivati al suo interno e negò loro persino il diritto di insegnare; ne risultò una causa in cui i gesuiti vinsero e l'università fu costretta a sopportare l'esistenza del Collège de Clermont accanto al proprio.
Nel 1600, regnante Enrico IV, ebbe luogo una nuova riforma dell'Università di Parigi, resa necessaria dal calo degli studi dovuto alle lunghe guerre civili. Tuttavia, l'insegnamento nei collegi universitari rimase quello del passato e apparve sempre più gotico e barbarico in mezzo a una società educata in cui fioriva una nuova letteratura. Quanto alle facoltà, esse rimasero, nel XVII e XVIII secolo come nel Medioevo, le fortezze della Scolastica e della tradizione
| Nel 1789 l'Università di Caen aveva - cinque dottori reggenti e 86 baccellieri e 81 licenziati nella facoltà di diritto, - cinque professori reali di medicina, con 18 iscritti - tre cattedre di teologia e 78 iscritti - i professori della facoltà di arti 40 lettere testimoniali. |

Nel 1789 la Francia contava ventidue università, la maggior parte delle quali consisteva in quattro facoltà: teologia, diritto, medicina e arti. Non c'era distinzione tra istruzione secondaria e superiore. Gli studenti entravano all'università all'età di dieci anni nella facoltà di arti e diventano maestri d'arte (a diciotto anni). La principale materia di studio era il latino. Non era previsto l'insegnamento della storia, della geografia, della lingua o della letteratura.. Dopo la facoltà di lettere, gli studenti potevano conseguire la licenza (a circa ventidue anni) in una delle facoltà superiori: teologia, legge o medicina. Qui l'insegnamento era strettamente professionale. Tutto il progresso dell'Illuminismo ebbe luogo al di fuori delle università che ignorarono tale movimento.

## 1793 - 1896: diversi regimi mettono in disparte le università

### 1793: soppressione delle università
L'Assemblea costituente del 1789 influenzò indirettamente le università attraverso misure come l'abolizione dei privilegi e la cessione dei beni del clero alla nazione. Tuttavia, l'istruzione era oggetto di un grande dibattito e non si trattava di una riforma, ma di una innovazione. Per l'istruzione superiore si delinearono due concetti: o istituti aperti a tutte le scienze, o scuole con un orientamento professionale. Nel 1791 Talleyrand presentò un rapporto all'Assemblea Costituente, che però fu rinviato.
| Sistema Condorcet - scuole primarie; - scuole secondarie; - istituti (che durano cinque anni); - nove licei; - Società nazionale delle scienze e delle arti |

.
Il piano del Comitato per l'istruzione pubblica dell'Assemblea legislativa, presentato da Nicolas de Condorcet, fu letto in prima lettura dall'Assemblea il 20 e 21 aprile 1792. Prevedeva un sistema educativo a cinque livelli (vedi box a lato). La discussione fu aggiornata, poiché il sistema fu criticato in quanto cercava di ricreare un'aristocrazia, sebbene le corporazioni fossero state appena abolite.
Nel corso della Convenzione furono proposte nuove relazioni da Romme, Joseph Lakanal e le Peletier/.

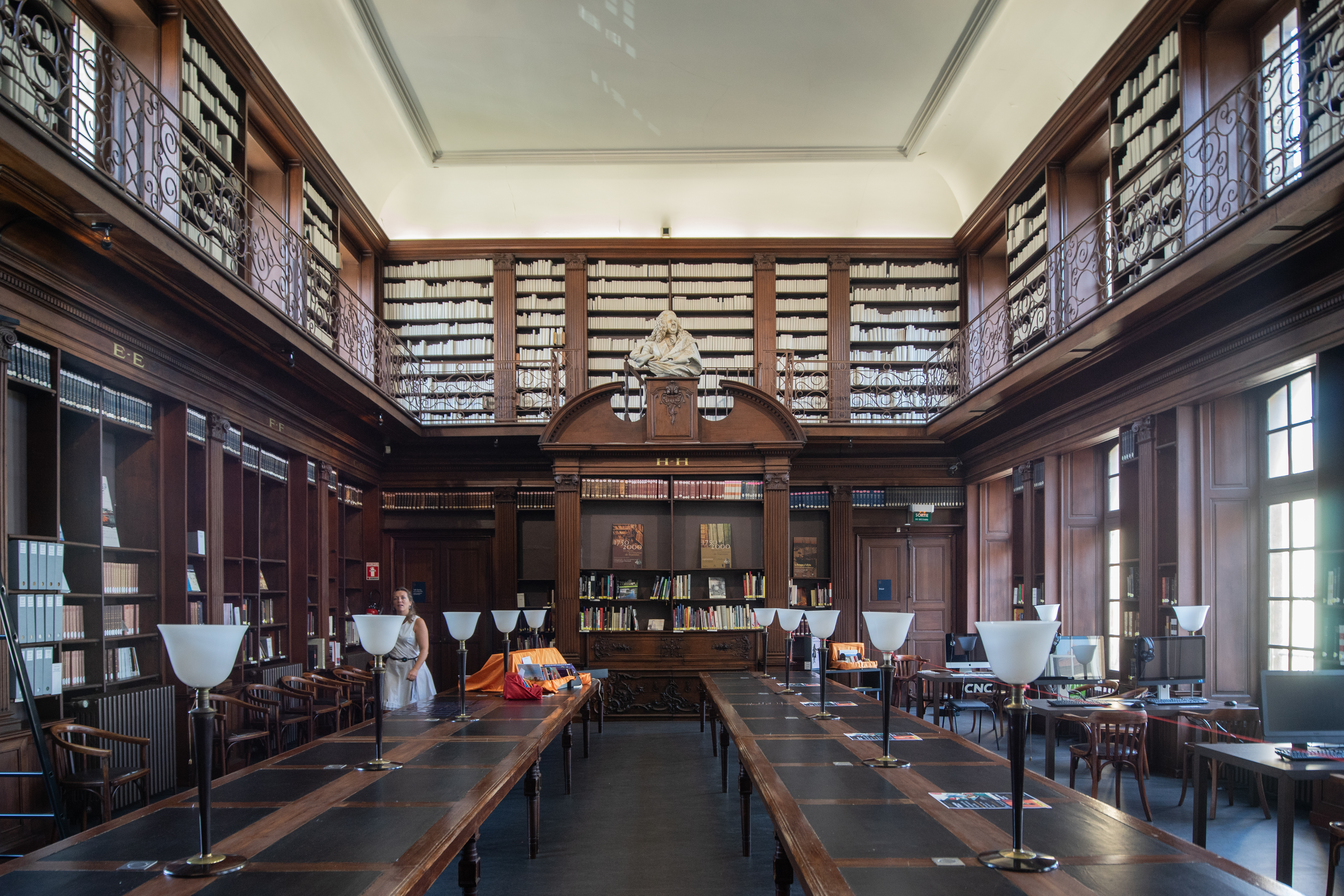
Dopo la Rivoluzione, gli edifici della Università di Nancy, divennero quelli della Biblioteca municipale di Nancy (foto scattata nel 2018).

Il 15 settembre 1793, un decreto stabilì che nella Repubblica sarebbero stati istituiti tre livelli progressivi di istruzione, indipendentemente dalle scuole primarie, corrispondenti alle scuole secondarie, agli istituti e ai licei del piano di Condorcet. L'articolo 3 stabiliva che i nuovi istituti sarebbero entrati in funzione il 1º novembre dell'anno successivo e che:
Tuttavia, questo decreto fu sospeso il giorno successivo, il 16 settembre. È difficile stabilire quando le facoltà cessarono di esistere. Quelle di medicina furono ufficialmente sostituite dalle scuole di sanità, create con il decreto del 14 febbraio dell'anno III; quelle di teologia e di diritto non furono sostituite, così come quelle delle arti. L'articolo 3 del decreto del 7 ventoso dell'anno III, che creava le scuole centrali, recitava: 
La legge del 3 brumaio dell'anno IV creò "scuole speciali" per l'istruzione superiore (astronomia; geometria e meccanica; storia naturale; medicina; veterinaria; economia rurale; antichità; scienze politiche; pittura, scultura e architettura; musica). Furono così creati o trasformati il Muséum d'histoire naturelle (Museo di storia naturale) (10 giugno 1793), l'École polytechnique (Scuola politecnica; 28 settembre 1794), l'École normale, tre scuole di sanità, il Conservatoire national des arts et métiers (Conservatorio nazionale delle arti e mestieri) e l'école spéciale des langues orientales (Scuola speciale di lingue orientali; 30 marzo 1795).
| Organizzazione durante il Consolato: - istruzione secondaria con scuole secondarie e 30 lycée (che sostituirono le scuole centrali); - 29 scuole speciali (per l'istruzione superiore), tra cui sei per gli studi di legge e tre per quelli di medicina. |

La legge dell'11 fiorile dell'anno X (1 maggio 1802, durante il Consolato) introdusse una nuova organizzazione (vedi a lato). Vennero istituiti i diplomi garantiti dallo Stato che permisero di regolamentare alcune professioni, in particolare quelle della sanità e del diritto. Per quanto concerne quest'ultimo, la legge del 22 ventoso dell'anno XII (13 marzo 1804), presentata dal consigliere di Stato Théophile Berlier, ne regolava il funzionamento; ad esempio, gli esami per il dottorato in medicina erano fissati per legge. Non esistendo il baccalaureato, non sussistevano le condizioni per accedere a una scuola speciale. In pratica, era richiesta la conoscenza del latino, poiché alcuni esami venivano sostenuti in tale lingua.

### 1806: Università imperiale
| L'organizzazione dell'Università, decretata nel 1808 è la seguente: - gli istituti pubblici sono di tre tipi: collegi comunali, lycées e facoltà; - Esistono tante accademie quanti sono i distretti delle Corti d'Appello, ognuno dei quali è amministrato da un rettore d'accademia assistito da un Consiglio accademico dell'educazione nazionale. In ogni accademia, istituti pubblici e privati sono incorporati o annessi all'Università; - Al vertice, il Gran Maestro, nominato e revocato dall'imperatore, assistito dal Consiglio dell'università. |

Durante il Primo impero, nel 1806, Napoleone I creò l'"Università", in seguito chiamata "Università Imperiale", nel 1806. Non si trattava di un'università, ma dell'amministrazione dell'intera istruzione. Fu istituita una vera e propria gerarchia di insegnanti. L'obiettivo di Napoleone era quello di formare i cittadini per trasmettere loro la morale dello Stato. Inoltre, egli vedeva l'istruzione superiore esclusivamente come preparazione a una professione.
Esistevano quattro facoltà di teologia, sei facoltà di medicina, dodici facoltà di giurisprudenza e ventisette facoltà di scienze e lettere. Le facoltà di legge e di medicina sostituirono le scuole speciali, ma mantennero i loro obiettivi legati al mondo professionale. Le facoltà di lettere e scienze erano nuove entità il cui scopo principale era quello di formare insegnanti e che si dedicavano essenzialmente al rilascio di titoli di studio, senza alcun insegnamento vero e proprio. Nel caso delle scienze, l'insegnamento si svolgeva al Collège de France, al Muséum o all'École polytechnique.
Nel 1814 l'Impero, ingrandito dalle conquiste militari, non aveva creato tutte le facoltà previste. Tra il 1809 e il 1814, vi furono 3.100 licenze in legge e 73 dottori; 1.456 dottori in medicina; 52 dottori in chirurgia; 153 licenze in lettere e 56 dottori; 40 licenze in scienze.

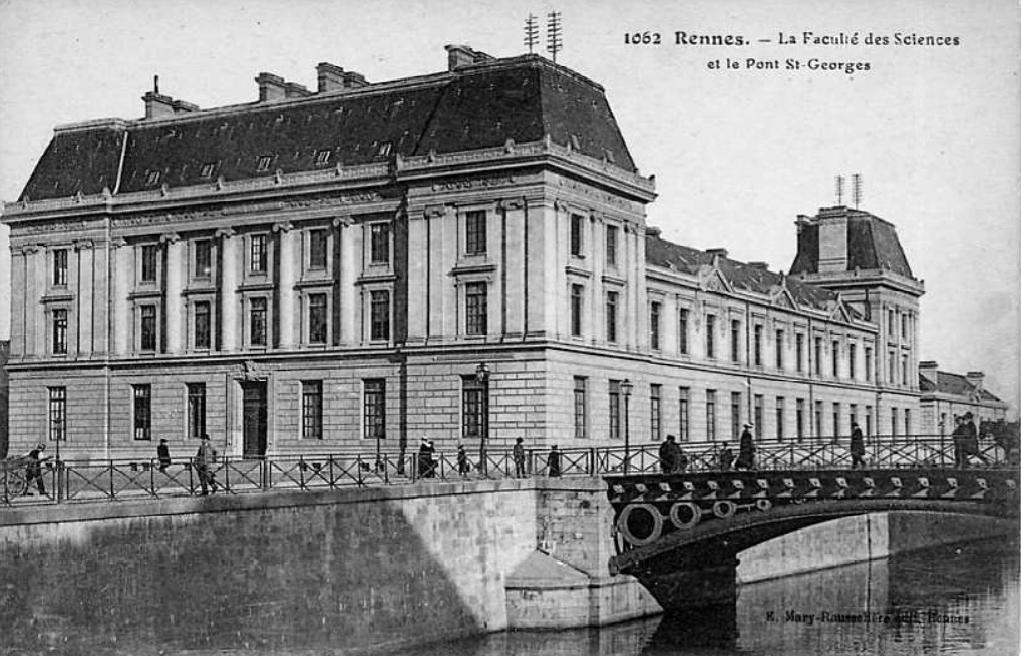
A Rennes, che aveva facoltà di diritto e letteratura, Cousin volle creare un'università bretone nel 1840. L'Assemblea votò a favore della fondazione della Facoltà di Scienze, ma contro quella della Facoltà di Medicina (foto della Facoltà di Scienze scattata nel 1905).

La Restaurazione condannò l'università e cercò di fornire un nuovo modello di istruzione. Il 17 febbraio 1815, le università ricevettero un decreto di smembramento che mirava a sostituirle con diciassette università regionali; ma questo decreto non fu attuato a causa del ritorno di Napoleone I pochi giorni dopo.
Dopo i Cento giorni, il Governo decise di concedere una tregua alle università, che vennero comunque modificate: niente più Gran Maestro, niente più Consiglio dell'Università ma una commissione di cinque membri sotto l'autorità del Ministro dell'Interno. Vennero poi abolite diciassette facoltà di lettere e tre di scienze; i professori troppo bonapartisti vennero sospesi; i piani di studio vennero modificati e si pensò di eliminare le facoltà di medicina; nonostante tutto, l'Università continuò a funzionare allo stessa modo di prima.
Durante la Monarchia di luglio, François Guizot e Victor Cousin sostennero l'idea del decentramento per la creazione di quattro università complete nelle province piuttosto che di facoltà sparse. Altri ministri, come Abel-François Villemain, respinsero questa idea e aumentarono il numero delle Facoltà di Arti e Scienze. Nel 1844 un progetto di legge prevedeva che i seminari minori (staccati dall'Università dal 1814) potessero presentare i loro studenti per il baccalaureato in Francia. La legge non fu approvata, ma nelle città prive di facoltà furono istituite giurie di baccalaureato indipendenti dalle facoltà. Lo Stato, che non voleva rinunciare al monopolio delle lauree, fu quindi costretto ad aumentare il numero delle facoltà. Nel 1840 le scuole di farmacia entrarono a far parte delle università, ma assunsero la denominazione di "facoltà" solo nel 1920.

### 1850: la legge Falloux
La Seconda Repubblica fu segnata dalla legge Falloux del 1850, che ha riorganizzò l'istruzione, facendo cadere in disuso il termine "università" e interrompendo il monopolio statale dell'istruzione secondaria. Nulla cambiò nell'istruzione superiore.
Durante il Secondo Impero, i programmi di studio furono fissati con grande precisione dallo Stato; un decreto del 1852 pose l'istruzione sotto l'autorità dei ministri e dell'imperatore. La legge del 1854 ribaltò in parte la legge Falloux, le principali accademie furono ricostituite e l'autorità dei rettori fu rafforzata. Per quanto riguarda l'istruzione superiore, furono create nuove facoltà. Victor Duruy creò l'École pratique des hautes études, dove veniva impartito un insegnamento non sponsorizzato dallo Stato.

### 1875: libertà d'insegnamento

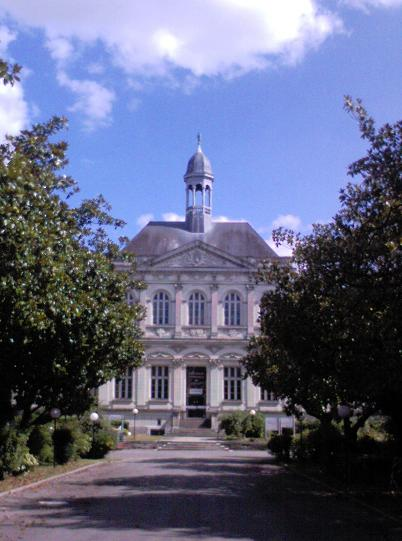
Nel 1875 l'Università cattolica di Angers divenne la prima facoltà di legge libera in Francia. Le facoltà di lettere, scienze e teologia furono aperte rispettivamente nel 1876, 1877 e 1879 (foto dell'edificio universitario di Angers scattata nel 2009).

La Terza Repubblica proseguì le riforme della Seconda Repubblica. La legge Wallon del 12 luglio 1875, promulgata il 26 luglio 1875, pose fine al monopolio statale sull'istruzione superiore. Il suo articolo 5 permise agli istituti di istruzione superiore privati di assumere il nome di "università libere" qualora comprendessero almeno tre facoltà. Furono così create cinque università private, a Parigi, Lilla, Lione, Angers e Tolosa: le "Catho", nome colloquiale degli institut catholique.
La legge del 18 marzo 1880 sulla libertà di insegnamento superiore vietava allora agli istituti privati di istruzione superiore di chiamarsi "università", pur senza metterne in discussione l'esistenza. Questo divieto è ancora in vigore nel XXI secolo, fatto che spiega perché questi istituti portano il titolo ufficiale di istituti cattolici, sebbene l'espressione "università cattolica" sia diventata di uso comune.
Di fronte a questo dinamismo cattolico, lo Stato pensò successivamente di ricreare le università. Un progetto di William Henry Waddington del 1876 prevedeva la creazione di sette università, che in realtà erano raggruppamenti regionali. Il progetto non vide mai la luce. Contemporaneamente, in tutta la Francia si costruirono nuovi edifici per ospitare le facoltà. Alla fine del XIX secolo, le facoltà contavano 24.000 studenti (di cui 9.000 nelle facoltà libere delle "Catho"). Nel 1885 le facoltà statali ottennero il riconoscimento della personalità giuridica; nel 1890 ebbero un bilancio proprio. Nel 1885 il ministro René Goblet creò il Consiglio di facoltà in ogni accademia. Nel 1890 un nuovo progetto presentato da Léon Bourgeois intendeva ricreare le università; la discussione fu interrotta, ma furono istituiti gli "organi di facoltà".

## Dal 1896: il rinnovamento dell'università

### 1896: rifondazione delle università
La Terza Repubblica fece dell'istruzione pubblica la sua massima priorità, con l'obiettivo di promuovere il progresso scientifico e di trasmetterlo all'industria. Queste idee si scontrarono con il ruolo delle facoltà, che si limitavano ancora a formare professionisti. Il progetto di legge del 1890 prevedeva la creazione di università, ma solo in numero limitato, fatto che fece sì che le discussioni in Parlamento si trascinassero per lungo tempo.
Il 18 giugno 1895, il ministro Raymond Poincaré presentò un nuovo disegno di legge che trasformava le facoltà in università: il governo prevedeva così di creare un numero maggiore di università rispetto al disegno di legge del 1890. Il progetto di legge fu approvato all'unanimità dalla Camera dei Deputati e dal Senato con 223 voti favorevoli e 29 contrari; la legge fu promulgata il 10 luglio 1896. I titoli di studio rilasciati dallo Stato furono mantenuti, ma i titoli universitari furono d'ora in poi stabiliti dalle istituzioni.
Sebbene fossero state ricreate dal punto di vista amministrativo sotto la responsabilità di un rettore, le università non esercitarono alcun ruolo nel coordinamento delle facoltà. La gestione dell'istruzione superiore avvenne sotto forma di cogestione tra il governo e la professione accademica, rappresentata dal Consiglio nazionale delle università e dalle conferenze dei docenti
L'università iniziò a svolgere un ruolo più importante nella ricerca in tutte le discipline. In particolare, si ampliano i laboratori di fisica, chimica e biologia.
L'insegnamento non cambiò molto, ma la farmacia acquisì una sua specificità attraverso la nascita delle Ecoles supérieures de pharmacie. Tuttavia, le cattedre di teologia cattolica scomparvero nel 1886, seguite da quelle di teologia protestante nel 1905.
A partire dagli anni Venti, alcune materie si svilupparono e/o divennero più autonome: l'economia fu insegnata, inizialmente nelle facoltà di giurisprudenza, poi in facoltà autonome; nelle scienze, la matematica creò talvolta facoltà autonome; la sociologia e la psicologia furono introdotte nelle facoltà di lettere.
I primi centri universitari furono aperti in altre città durante la Seconda Guerra Mondiale per superare le difficoltà di comunicazione. L'Università di Strasburgo si trasferì a Clermont-Ferrand e, durante l'occupazione totale, fu successivamente invasa dalle truppe di occupazione a Clermont, con l'assassinio di un professore il 23 novembre 1943. A Parigi, una manifestazione studentesca dell'11 novembre 1940 portò alla chiusura dell'università per diverse settimane. Le università francesi furono sottoposte all'applicazione dello statuto degli ebrei. Si svilupparono la Resistenza e la repressione.
Se l'immediato dopoguerra non vide grandi riforme nell'organizzazione degli studi nelle università francesi, le sofferenze sopportate congiuntamente da professori e studenti sotto l'occupazione contribuirono allo spirito di sviluppo sociale che seguì la Liberazione. Va inoltre ricordato che l'Università di Caen, ricostruita dopo la distruzione della città, fu il primo ateneo francese a essere costruito come i campus anglosassoni (oggi è chiamato campus 1)).

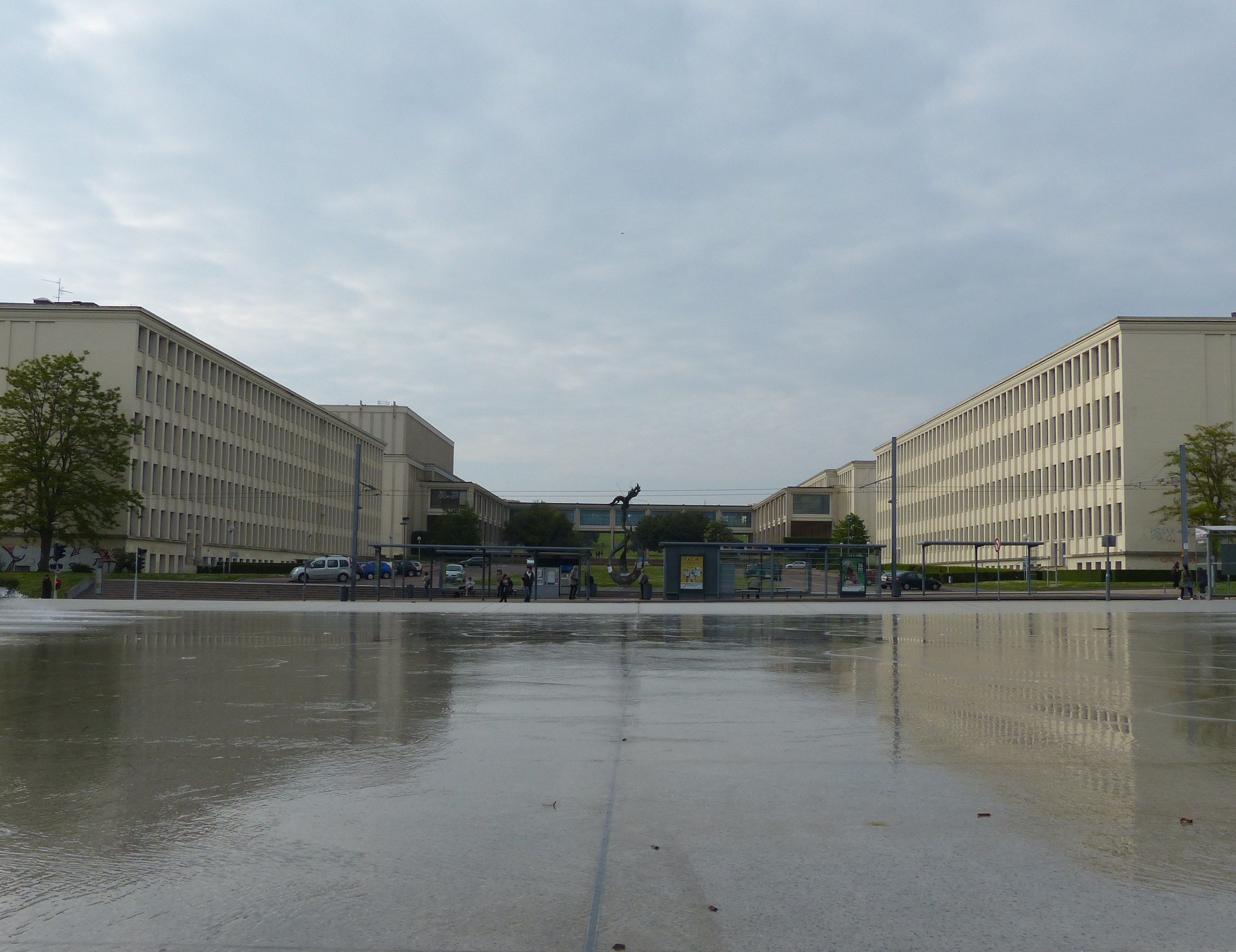
Il Campus 1 di Caen.

A livello nazionale, le iscrizioni esplosero, con gli effetti del baby boom che si fecero sentire negli anni Sessanta. Nel tentativo di far fronte a questa situazione, furono creati nuovi centri universitari a Parigi e nelle province. Durante questo decennio, il governo creò i primi campus alla francese, basati sul modello americano. Gli studi e la ricerca medica furono riformati nel 1958 con la creazione di centri ospedalieri universitari (CHU).
Le principali scuole di ingegneria si aprirono gradualmente alle donne solo dopo il Politecnico, nel 1972.
La critica all'organizzazione amministrativa dell'università, che era sclerotica, gerarchica e centralizzata, nonché ai suoi metodi di insegnamento tradizionali, insieme al problema del numero di studenti, furono le principali rivendicazioni del movimento del maggio 1968, e persino la scintilla iniziale del Movimento del 22 marzo, con l'occupazione nel marzo 1967 da parte degli studenti dell'edificio riservato alle studentesse nella residenza universitaria dell'Università di Nanterre.

### 1968: la democratizzazione dell'università

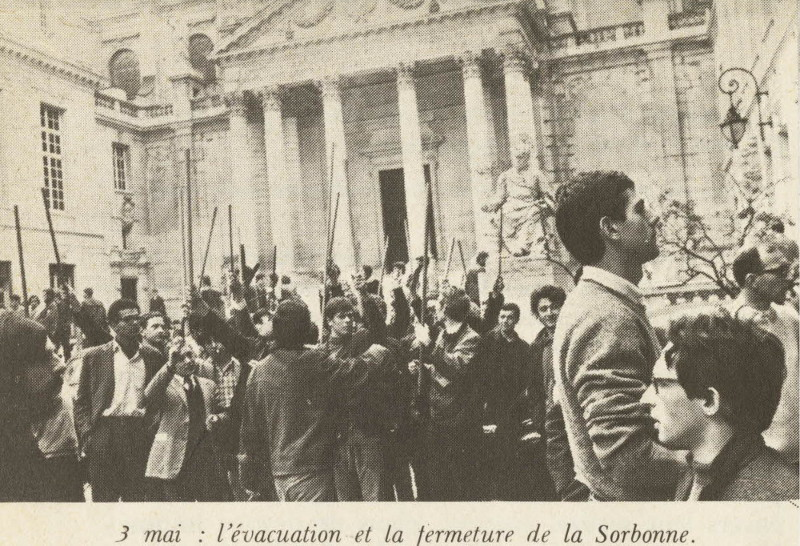
Occupazione della Sorbona del 3 maggio 1968.

Gli eventi del maggio 1968, sia a Parigi che nelle province, colsero tutti di sorpresa, dando vita a movimenti spontanei e non sempre organizzati. Gli eventi diedero vita a nuovi incontri tra alcuni insegnanti e studenti e a una grande ondata di proposte.
In diverse città universitarie, le facoltà si dichiararono autonome e le facoltà e le università modificarono i propri statuti per renderli più democratici.
Dopo le elezioni legislative del 1968, il governo reagì con la legge Faure. Promulgata il 12 novembre 1968, questa legge prevedeva le seguenti misure principali: 
- le facoltà sono state abolite a favore di due nuovi organismi: 
  - le unità di insegnamento e ricerca (UER);
  - le università, alle quali erano stati conferiti maggiori poteri. Queste ultime erano amministrate da consigli che ora includevano la componente studentesca e che eleggevano il presidente dell'università.

Anche gli studi furono riformati: il sistema dei certificati fu sostituito da quello dei crediti (UV), che consentiva agli studenti di scegliere il proprio corso di studi. Infine, fu abbandonato il sistema di selezione all'ingresso dell'università.
Mentre l'obiettivo della legge era quello di creare università multidisciplinari, nelle metropoli si stavano formando istituti prevalentemente specializzati nelle varie discipline, che in pratica mantenevano i confini esistenti tra le facoltà. Le scissioni universitarie furono in gran parte politicizzate, lungo linee di sinistra/destra. Quando nascevano da situazioni realmente conflittuali, il Ministro dell'istruzione Joseph Fontanet prese una decisione autoritaria, come a Lione e Aix-Marseille. Secondo il rapporto Rousso:
(Rapport Rousso, 2004)
Al contrario, il Centre Universitaire Expérimental de Vincennes, istituito dal Ministro dell'istruzione Edgar Faure nell'autunno del 1968, era radicato nella sinistra e operava secondo il principio dell'autogestione. Deleuze, Foucault, Lyotard, Badiou e altri vi insegnarono primaché fosse raso al suolo nel 1979, unendosi all'Université Paris VIII che era stata creata dieci anni prima.

La legge Faure non soddisfece la maggioranza conservatrice dei gruppi politici. Le condizioni si inasprirono sotto Alice Saunier-Seïté (1976-1981), Ministro dell'Università, di cui giudicò le conseguenze negative: 
La sua azione portò a una serie di misure: un corpo docente unificato, il licenziamento dei precari, la trasformazione del CNU, le borse di ricerca e l'unificazione dei corpi docenti. Le divisioni furono più forti quando la partecipazione fu messa in discussione con la legge Jean Sauvage, che aumentò il numero di professori nei consigli universitari da un quarto alla metà. Diverse di queste misure destarono scalpore nell'opposizione e nelle università, ma anche all'interno della maggioranza, con il ministro che in alcuni casi si oppose al Primo ministro Raymond Barre.
Nel 1969 il Ministro dell'istruzione di Lione Olivier Guichard annunciò la creazione di Lyon-I, che riuniva le ex facoltà di scienze e medicina, e di Lyon-II, che riuniva le ex facoltà di arti e scienze umane e di giurisprudenza, nonché le future università. Due anni dopo, si verificò una scissione a Lyon-II, che portò alla creazione di Lyon-III, ancorata alla destra e persino alla destra radicale del movimento universitario.
(Rapport Rousso , 2004, p. 27)
A Lyon-II una minoranza della destra universitaria radicale si oppose al Consiglio dell'università, con un progetto di costruzione di una sala di residenza universitaria che suscitò polemiche, mentre l'elezione dell'avvocato Jean-Pierre Lassale a Presidente di Lyon-II richiese tredici turni di votazione. André Decocq, assistente del decano della Facoltà di Giurisprudenza, e Jacques Goudet, entrambi membri del Service d'action civique (SAC) e dell'UNI, giocarono un ruolo importante nella scissione.
Secondo il Rapport Rousso del 2004:
(Rapport Rousso, 2004, p. 25)
Tuttavia, ci sono altre ragioni: i filosofi di Lione-II (tra cui François Dagognet e Bernard Bourgeois) decisero di aderire a Lione-III, per paura di veder scomparire la UER di filosofia.

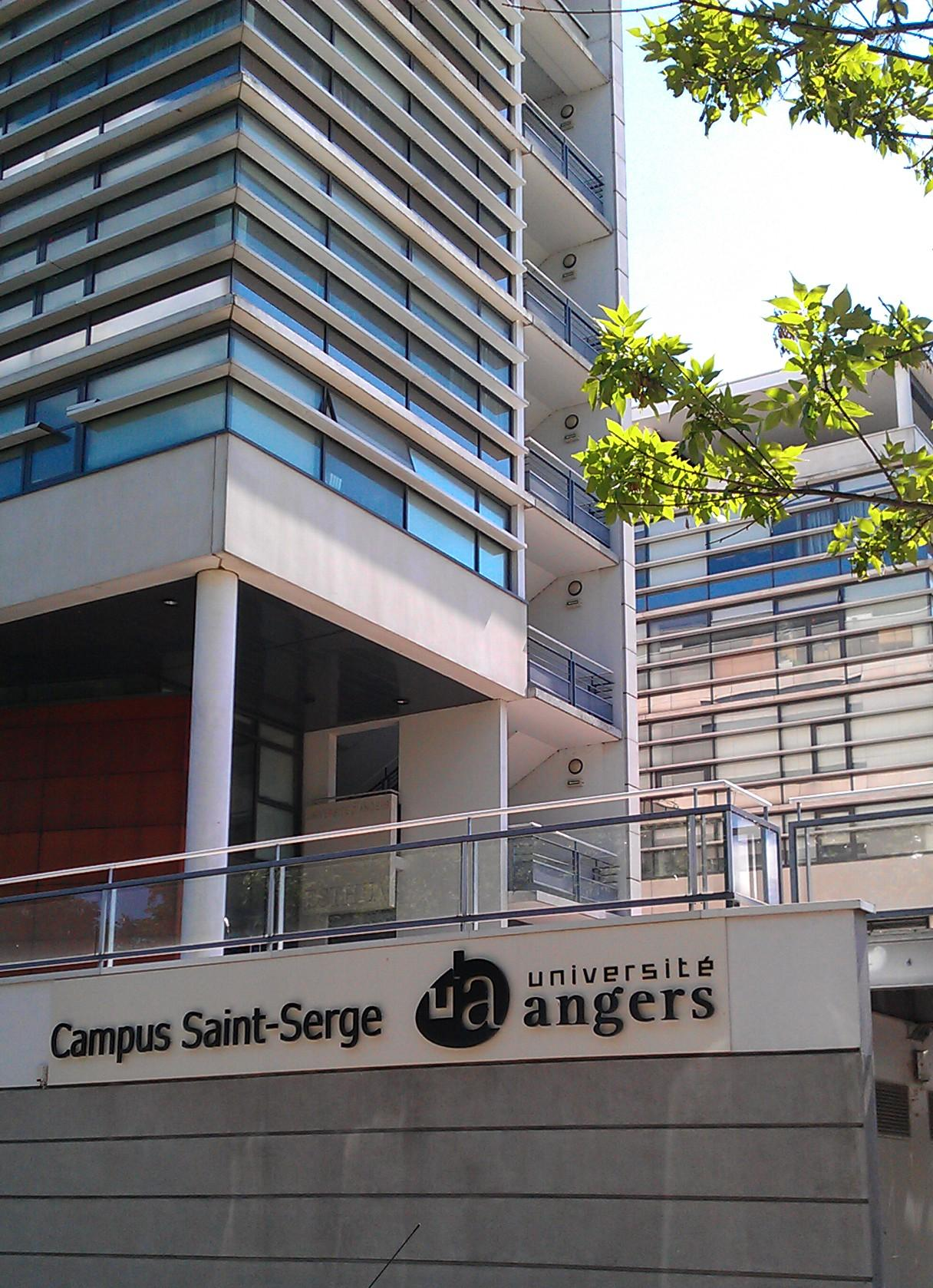
Il campus de Saint-Serge dell'Università d'Angers, costruito negli anni Novanta del XX secolo.

La legge Savary del 1984 rese le università istituti pubblici a carattere scientifico, culturale e professionale e le UER furono rinominate "unità di formazione e ricerca" (UFR). La democrazia universitaria fu rafforzata con la creazione del Consiglio degli studi e della vita universitaria (Conseil des études et de la vie universitaire, CEVU), in cui studenti e docenti erano equamente rappresentati. La maggior parte delle università aveva un vicepresidente studentesco e, sempre nel 1984, un progetto di legge metteva in discussione la libertà di insegnamento. In seguito a grandi manifestazioni, il disegno di legge fu ritirato e il governo di Pierre Mauroy si dimise. Alla fine degli anni '80, le università e il Ministero siglarono contratti quadriennali. La strategia delle istituzioni fu quindi definita a livello universitario e non più a livello di singole facoltà.
Furono creati altri corsi professionali: le magistère nel 1985 e gli istituti universitari professionali nel 1991.
Negli anni '90 e 2000, la Francia avviò piani di modernizzazione, in particolare per migliorare le strutture (ristoranti universitari, laboratori, ecc.) e rinnovare i locali.
Nel settore dell'istruzione superiore privata, i cinque "Catho" fondati nel 1875-1877 si riunirono per formare l'Union des établissements d'enseignement supérieur catholiques (UDESCA). Alla fine del secolo, sono stati creati nuovi istituti cattolici a Rennes (1989) e in Vandea (1990).

### 2000: competizione, autonomia e politiche di sito
Il mondo universitario degli anni '60 e '70 era già selettivo, competitivo ed elitario. Negli anni 2000, l'egualitarismo fu abbandonato a favore della competizione e della visibilità di classifiche e valutazioni varie.
Il primo tentativo di dare alle università una maggiore autonomia, per consentire loro di selezionare gli studenti all'ingresso e a ogni ciclo e per renderle competitive, risale al 1986 con il disegno di legge Devaquet (riforma abbandonata in seguito alle proteste degli studenti). Nel 2003 Luc Ferry presentò un ddl per una maggiore autonomia delle università, che alla fine fu rinviato.
La competizione fu messa in atto da una serie di bandi nazionali: i cluster di competitività nel 2005, il piano Campus nel 2008 e gli investimenti futuri nel 2010, oltre alla creazione dell'Agenzia nazionale della ricerca, responsabile del finanziamento dei progetti di ricerca, e dell'Agenzia per la valutazione della ricerca e dell'istruzione superiore. Rifocalizzando il Ministero sulla strategia, queste agenzie divennero uno dei dogmi della nuova gestione pubblica.
Nel 2007 la legge sulle libertà e le responsabilità delle università rafforzò i poteri dei presidenti e dei consigli centrali. In particolare, le università venivano ad avere "responsabilità e competenze estese" e potevano gestire autonomamente i propri stipendi, ad esempio scegliendo di aprire una cattedra al posto di due docenti. Ciò portò allo sviluppo di funzioni amministrative come la gestione delle risorse umane all'interno delle istituzioni.
Allo stesso tempo, una politica proattiva, guidata sia dalla destra che dalla sinistra, cercò di avvicinare università, scuole e ricerca. Questa separazione storica presentava una serie di svantaggi, come il fatto che gli studenti dell'élite venivano formati per scopi professionali piuttosto che per attività di ricerca. Un altro motivo era la classifica dei migliori atenei stilata dall'Università Jiao Tong di Shanghai, che confermava il modello delle università multidisciplinari, mentre dalla legge Faure in poi il modello francese tendeva ad avere università monodisciplinari. Anche se dovrebbero essere più autonome, le università sono incoraggiate a far parte di campus locali, in particolare in risposta a bandi di concorso. I raggruppamenti universitari assunsero diverse forme a partire dal 2006:
- i poli di ricerca e di istruzione superiore (pôles de recherche et d'enseignement supérieur, PRES) creati dalla legge sul programma di ricerca del 18 aprile 2006, che facilitava la cooperazione interuniversitaria e istituiva strutture per il coordinamento dei finanziamenti alla ricerca. Dal punto di vista giuridico, queste istituzioni acquisivano lo status di enti pubblici di cooperazione scientifica (établissements publics de coopération scientifique, EPCS) o di fondazioni di cooperazione scientifica (ondations de coopération scientifique, FCS);
- comunità di università e istituti (communautés d'universités et établissements, COMUE) create dalla legge sull'istruzione superiore e la ricerca del 22 luglio 2013;
- gli istituti pubblici sperimentali (établissements publics expérimentaux, EPE), creati dall'ordinanza del 12 dicembre 2018 sulla sperimentazione di nuove modalità di aggregazione degli istituti di istruzione superiore.

Alcune università iniziarono a fondersi, a partire da quella di Strasburgo nel 2009, seguita da Aix-Marseille, Lorraine (2012), Bordeaux (2014), Montpellier (2015) ecc. La fusione di istituzioni furono ricnosciute dalla legge del 2013.
Allo stesso tempo, le università cattoliche vissero una crescita significativa tra il 2000 e il 2020, raddoppiando le iscrizioni degli studenti e accogliendo attualmente dal 4 al 5% degli studenti francesi.

## Studi universitari

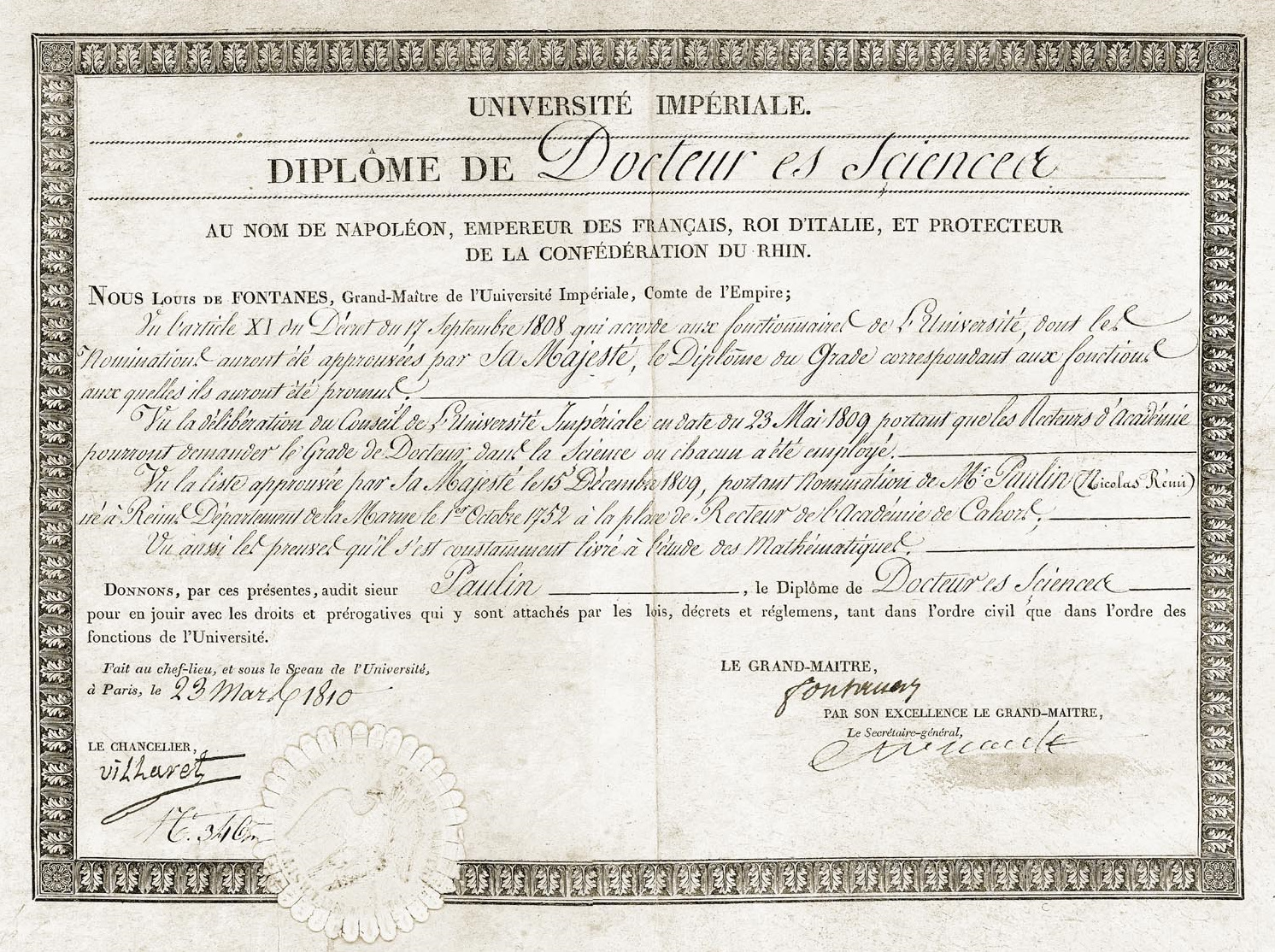
Diplome di dottore in scienze del 1810.

Durante l'università imperiale, era previsto che esistessero tre gradi in ogni facoltà: il baccalauréat, la licence e il doctorat”. Ad esempio, nella Facoltà di Lettere, per essere ammessi a sostenere l'esame di baccellierato, bisognava avere almeno sedici anni e rispondere a tutte le domande insegnate nelle classi superiori dei lycées. Per sostenere l'esame di licenza, bisognava presentare le lettere di baccellierato ottenute nell'ultimo anno e comporre un testo in latino e in francese su un argomento dato e in un tempo determinato. Per ottenere il dottorato, bisognava presentare la licenza e difendere due tesi, una di retorica e di logica, l'altra di letteratura antica: la prima [doveva] essere scritta e difesa in latino.
Nel 1896 le facoltà scientifiche rilasciano certificati di studi avanzati. Il titolo di licenza in scienze veniva conferito a tutti gli studenti che potevano esibire tre certificati.
Nel 1962 il titolo della licenza in diritto veniva rilasciato dopo quattro anni di studi. Il diploma in studi giuridici generali veniva rilasciato dopo il secondo anno.
Nel 1964 fu introdotto nelle facoltà scientifiche il Diploma di studi approfonditi (Diplôme d'Etudes Approfondies, DEA), requisito indispensabile per l'iscrizione al dottorato specialistico.
Nel 1966 la riforma Fouchet abolì i certificati di studi superiori propedeutici all'istruzione superiore e li sostituì con il diploma universitario di studi scientifici o il diploma universitario di studi letterari, che nel '73 furono a loro volta sostituiti dal diploma di studi universitari generali (diplôme d'études universitaires générales, DEUG). Sempre nel 1966 vennero creati gli istituti universitari di tecnologia; il master (Maîtrise) completò la licenza (viene convalidato un anno dopo di essa) nel secondo ciclo delle Facoltà di Lettere e delle Scienze umane. Contemporaneamente, esisteva ancora il diploma di studi superiori.
Nel 1974 la normativa sui dottorati fu unificata per tutte le discipline. Il dottorato di Stato veniva conferito in riconoscimento di una ricerca di alto livello durata diversi anni. Il dottorato di terzo ciclo seguiva il Maîtrise e durava tre anni, di cui uno di preparazione al DEA, mentre il diploma di dottore-ingegnere seguiva quello di ingegnere e durava tre anni, di cui uno di preparazione al DEA. Veniva creato il Diploma di studi superiori specialistici (Diplôme d'études supérieures spécialisées, DESS).
Nel 1976 il secondo ciclo fu rinnovato: comprendeva un baccellierato di un anno seguito da un Maîtrise di un anno.
Dal 1984, il terzo ciclo:
(Artt. 15-16 della legge n. 84-52 del 26 gennaio 1984)
Nel 2002 i titoli di studio erano: il baccalauréat, la licence, il master (così chiamato in francese) e il dottorato (riforma Licence-Master-Doctorat). I titoli universitari furono allineati a questi gradi: la licenza si trasformò in un diploma triennale, eliminando il DEUG, e il master di nuova creazione sostituì la maîtrise, il DEA e il DESS. Dall'inizio dell'anno accademico 2021, anche la licence professionnelle diventò un diploma triennale, fondendosi con il DUT. Si chiamò quindi "bachelor universitaire de technologie" (BUT).
| Doctorat de 3e cycle (2)                                                                   |                                                             | Doctorat (3)                                      |  | Doctorat (3) |
| Diplôme d'études approfondies (DEA) - Diplôme d'études supérieures spécialisées (DESS) (1) | DEA -DESS (1)                                               | Master (2)                                        |  |              |
| Maîtrise (1)                                                                               | Maîtrise (1)                                                |                                                   |  |              |
| Licence (1)                                                                                | Licence (1)                                                 | Licence (3)                                       |  |              |
| Diplôme d'études universitaires générales, DEUG (2)                                        | DEUG (2)                                                    |                                                   |  |              |
| Diplomi universitari dopo la riforma del secondo ciclo nel 1976                            | Diplomi universitari dopo la riforma del dottorato nel 1984 | Diplomi universitari dopo la riforma LMD nel 2002 |  |              |

## Gli studenti

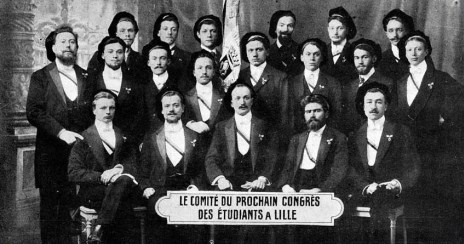
Il comitato preparatorio del congresso studentesco in cui fu fondata l'Unione nazionale delle associazioni generali degli studenti di Francia (Union nationale des associations générales d'étudiants de France, UNAGEF) a Lilla nel 1907.

Nel 1946, dopo la guerra, l'Union nationale des étudiants de France (UNEF, fondata nel 1907) proclamò la Carta di Grenoble, fondamento del sindacalismo studentesco. Già prima della guerra, l'UNEF, all'epoca apolitica e corporativa, aveva partecipato alla creazione di mense universitarie e di strutture di medicina preventiva all'interno degli atenei. L'UNEF si è politicizzata solo gradualmente, portando a una scissione nel 1962 con la creazione della Fédération nationale des étudiants de France.
In seguito agli scioperi del 1995, sorsero le prime strutture SUD Étudiant.
Dopo blocchi delle facoltà nel 2015, nacquero anche le prime sezioni del sindacato di destra radicale La Cocarde étudiante, che condussero a numerosi scontri nel campus.
Tra il 1948 e il 2017, gli studenti erano affiliati a un regime di sicurezza sociale specifico, gestito dalla Mutuelle nationale des étudiants de France (MNEF), ora La Mutuelle des étudiants (LMDE), o da una società mutualista studentesca regionale.

### Evoluzione demografica
La riforma del 1896 e gli sforzi compiuti dai governi successivi, così come i miglioramenti nell'istruzione primaria e secondaria, condussero ad un aumento del numero di studenti, anche se ancora molto modesto prima della Seconda Guerra Mondiale. Gli studenti erano 29.000 nel 1900, 78.000 nel 1930, 137.000 nel 1950, 500.000-600.000 nel 1968. La cifra si è avvicinata a un milione nel 1985, salendo a 1.200.000-1.500.000 negli anni '90 e a quasi 2.300.000 nel 2001. La percentuale di giovani tra i 20 e i 24 anni iscritti all'istruzione superiore è passata dal 2% nel 1920 a oltre il 19% nel 1971 e al 30% nel 1985.
La facoltà di medicina di Parigi aprì le porte alle donne nel 1868 e Madeleine Brès fu la prima donna a difendere una tesi di medicina. Nel 1884 le giovani donne furono autorizzate a studiare legge e Jeanne Chauvin divenne la prima donna avvocato nel 1900. Nel 1888 Louise-Amélie Leblois fu la prima donna a conseguire un dottorato in scienze e nel 1903 Marie Curie fu la prima donna a vincere il Premio Nobel e la prima donna a ricoprire una cattedra. Nel 1905 le donne furono ammesse a partecipare ad alcune agrégation che erano riservate agli uomini.
Fino al 1924, le ragazze non potevano accedere al baccalauréat, che avrebbe dato loro accesso all'università, nonostante alcune eccezioni che provocarono insulti e proteste. Solo nel 1924, il contenuto, la durata e il calendario dei corsi furono uguali a quelli dei ragazzi e il baccalauréat fu uguale per tutti, permettendo finalmente alle donne di accedere all'università.
Evoluzione demografica del numero di studenti iscritti nelle università francesi pubbliche e private
1945 = 97007
1946 = 123313
1947 = 129025
1948 = 128754
1949 = 129035
1950 = 136744
1951 = 139593
1952 = 142096
1953 = 147844
1954 = 151115
1955 = 155803
1956 = 157489
1957 = 170023
1958 = 180634
1959 = 192128
1960 = 202062
1961 = 210900
1962 = 232610
1963 = 270788
1964 = 322630
1965 = 367701
1966 = 413756
1967 = 458409
1968 = 509898
1969 = 586466
1970 = 625551
1971 = 661792
1972 = 696867
1973 = 734783
1974 = 750963
1975 = 773629
1976 = 811258
1980 = 858085
1985 = 945751
1990 = 1159937
1995 = 1461996
1996 = 1443077
1997 = 1416995
1998 = 1396910
1999 = 1390334
2000 = 1396760
2001 = 1374364
2002 = 1392531
2003 = 1425665
2004 = 1424536
2005 = 1421719
2006 = 1399177
2007 = 1363750
2008 = 1404376
2009 = 1444583
2010 = 1437104
2011 = 1450689
2012 = 1462716